# Tündérmolyformák

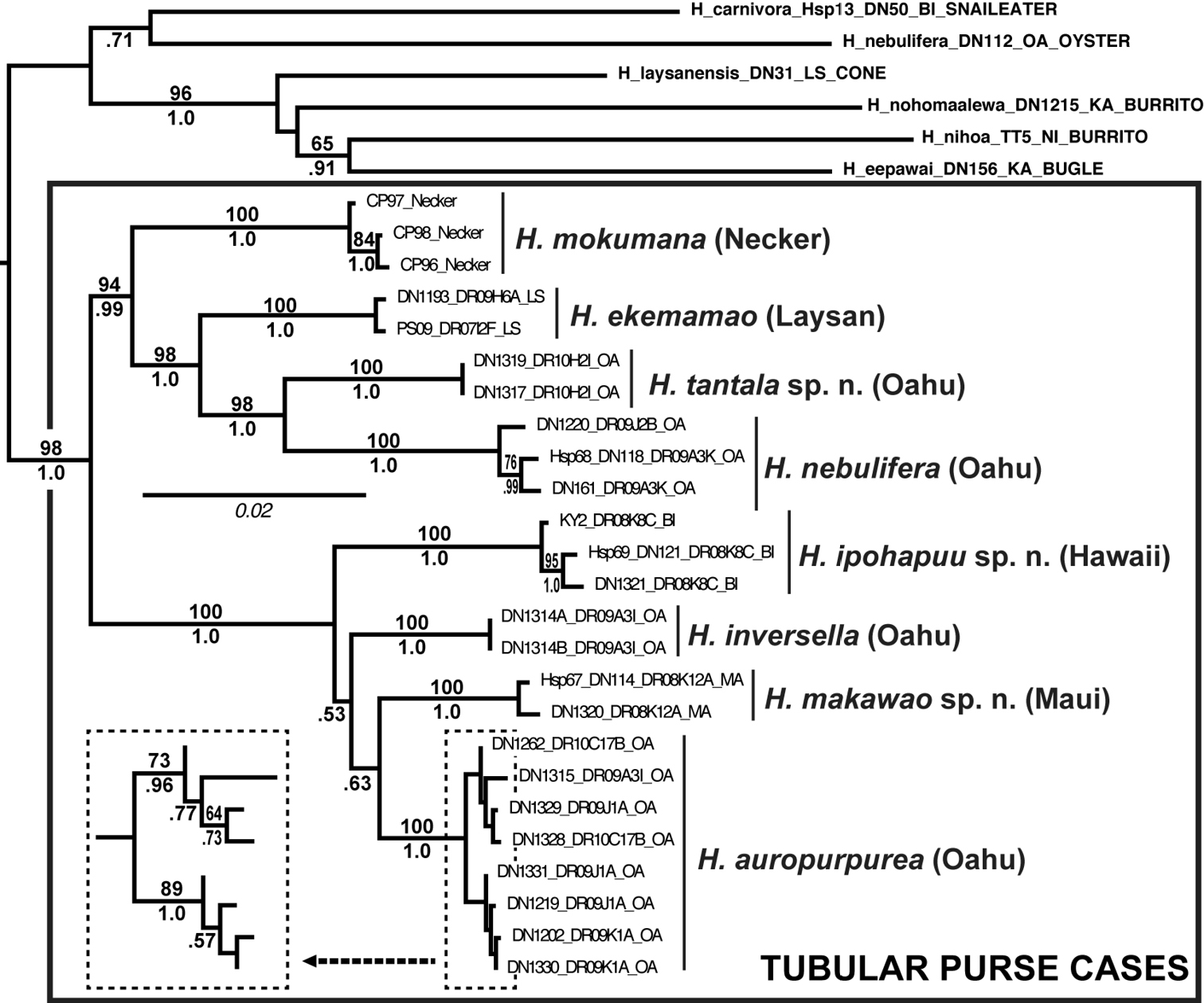
A Hyposmocoma nem a Hawaii-szigeteken élő fajainak leszármazási vonalai és rokonságuk a nem egyéb fajaival

A tündérmolyformák (Cosmopteriginae) a valódi lepkék (Glossata) alrendjébe tartozó tündérmolyfélék (Cosmopterigidae) családjának névadó alcsaládja mintegy 50 nemmel. Magyarországon 16 fajuk él.

## Rendszertani felosztásuk a magyarországi fajokkal
- Adeana
- Allotalanta
- Amneris
- Anatrachyntis
- Anoncia
- Aphanosara
- Archisopha
- Ashibusa
- Axiarcha
- Clemmatista
- Coccidiphila
- Cosmopterix (Hb., 1825)
  - komlóaknázó tündérmoly (Cosmopterix zieglerella, C. eximia Hb., 1810) — Magyarországon sokfelé előfordul (Pastorális, 2011);
  - csenkeszaknázó tündérmoly (Cosmopterix orichalcea, C. druryella Stainton, 1861) — Magyarországon sokfelé előfordul (Pastorális, 2011);
  - levantei tündérmoly (Cosmopterix scribaiella Zeller, 1850) — Magyarországon sokfelé előfordul (Pastorális, 2011);
  - nádaknázó tündérmoly (Cosmopterix lienigiella Lienig & Zeller, 1846) — Magyarországon többfelé előfordul (Pastorális, 2011);
- Diatonica
- Diversivalva
- Dorodoca
- Ecballogonia
- Echinoscelis
- Endograptis
- Eralea
- Eteobalea (Hodges, 1962)
  - névtelen tündérmoly (Eteobalea anonymella Riedl, 1965) — Magyarországon többfelé előfordul (Pastorális, 2011; Pastorális & Szeőke, 2011);
  - tarka tündérmoly (Eteobalea intermediella Riedl, 1966) — Magyarországon többfelé előfordul (Pastorális, 2011; Pastorális & Szeőke, 2011);
  - gyujtoványfű-tündérmoly (Eteobalea serratella, E. gronoviella Treitschke, 1833) — Magyarországon közönséges (Buschmann, 2003; Pastorális, 2011; Pastorális & Szeőke, 2011);
  - homoki tündérmoly (Eteobalea tririvella Staudinger, 1870) — Magyarországon közönséges (Pastorális, 2011; Pastorális & Szeőke, 2011);
  - gubóvirág-tündérmoly (Eteobalea albiapicella Duponchel, 1843) — Magyarországon többfelé előfordul (Pastorális, 2011; Pastorális & Szeőke, 2011);
- Hodgesiella
- Hyposmocoma
- Glaphyristis
- Heterotactis
- Idiostyla
- Iressa
- Ischnobathra
- Isidiella (Riedl, 1965)
  - cickafark-tündérmoly (Isidiella nickerlii Nickerl, 1864) — Magyarországon szórványos (Pastorális, 2011);
- Labdia
- Lallia
- Limnaecia (Stainton, 1851)
  - nádmoly (Limnaecia phragmitella Stainton, 1851) — Magyarországon közönséges (Buschmann, 2003; Pastorális, 2011);
- Macrobathra
- Melanocinclis
- Neomelanesthes
- Parathystas
- Passalotis
- Pebops
- Pyroderces (Herrich-Schäffer, 1853)
  - ezüstmintás tündérmoly (Pyroderces argyrogrammos Zeller, 1847) — a Balaton délnyugati partvidékéről, a Kiskunsági Nemzeti Parkból, a Mátrából, a Vértesből és Pákozdról ismert (Fazekas, 2001; Buschmann, 2003; Mészáros, 2005; Pastorális, 2011);
  - mocsári tündérmoly (Pyroderces klimeschi Rebel, 1938) — Magyarországon többfelé előfordul (Pastorális, 2011);
- Ramphis
- Ressia
- Stagmatophora (Herrich-Schäffer, 1853)
  - tisztesfű-tündérmoly (Stagmatophora heydeniella Fischer von Röslerstamm, 1838) — Magyarországon többfelé előfordul (Pastorális, 2011);
- Syntomaula
- Tanygona
- Teladoma
- Tolliella
- Triclonella
- Trissodoris
- Ulochora
- Vulcaniella (Riedl, 1965)
  - szalmagyopár-tündérmoly (Vulcaniella pomposella Zeller, 1839) — Magyarországon többfelé előfordul (Pastorális, 2011; Pastorális & Szeőke, 2011);
  - zsálya-tündérmoly (Vulcaniella extremella (Wocke, 1871) — Magyarországon többfelé előfordul (Pastorális, 2011; Pastorális & Szeőke, 2011);